# Aartselaar
Aartselaar (ancienne écriture : Aertselaer) est une commune néerlandophone de Belgique située en Région flamande, dans la province d'Anvers et l'arrondissement d'Anvers.
La commune d'Aartselaar est située dans la banlieue sud d'Anvers. Elle est connue pour son moulin à vent (Heimolen), construit en 1801 ainsi que pour son Château de Cleydael.

## Toponymie
L'origine du toponyme est obscure; L'étymologie la plus probable fait référence à « Arcelar », une clairière (laar) située près de la frontière (archas).

## Géographie

### Communes limitrophes
| Hemiksem | Anvers     | Edegem  |
| Schelle  | Aartselaar | Kontich |
| Niel     | Rumst      |         |

## Héraldique
|  | La commune possède des armoiries qui lui ont été octroyées le 6 octobre 1819 et à nouveau le 16 février 1993. Aartselaar obtint son propre conseil en 1558. Peu après, le conseil reçut son propre sceau montrant Saint Léonard, le saint patron local, et les armoiries de la famille Berthout, seigneurs de la région de Malines à laquelle appartenait le village. En 1644, le manoir fut acquis par la famille Van den Cruyce qui ajouta ses armoiries au sceau. Depuis lors, les armoiries montrent le saint avec les armoiries Berthout, les pales et Van der Cruyce, la croix. En 1813, le maire demanda ses armoiries en décrivant le sceau, mais sans fournir de couleurs. Comme d'habitude dans de tels cas, le tribunal néerlandais de la noblesse plaça octroya le blason et utilisa uniquement les couleurs nationales. Cela n’a pas été corrigé après l’indépendance de la Belgique en 1830, mais seulement en 1993. Blasonnement : Deux écus: 1: d'azur à une croix d'or ancrée. 2: d'or à trois pal de gueules. Les deux écus tenus par un Saint-Léonard d'or. Source du blasonnement : Heraldy of the World. |

## Démographie

### Évolution démographique
Le graphique suivant reprend sa population résidente au 1er janvier de chaque année
- Source : DGS - Remarque: 1806 jusqu'à 1981=recensement; depuis 1990=nombre d'habitants chaque 1er janvier[3]

## Politique et administration

### Jumelages
- Tanger (Maroc)